# Henry van Meerten
Henry van Meerten (Amerongen) is een Nederlands korfbalscheidsrechter. Als speler speelde hij zelf bij Arena, maar vanaf 1996 fluit Van Meerten op hoog niveau.

## Scheidsrechter
In 1996 werd Van Meerten assistent van Berthold Komduur. Samen floten zij op het hoogste niveau korfbal in Nederland.
Door de jaren heen werd Van Meerten zelf hoofdscheidsrechter en werd hij geassisteerd door Ed Hom.

## Finales
Van Meerten floot meerdere malen de finale van de Korfbal League. In 2008, 2009 en 2016 floot hij deze finales.

## Prijzen
- 2013, Beste Scheidsrechter
- 2009, Beste Scheidsrechter

## KNKV
Henry van Meerten is tevens de algemeen directeur van de Nederlandse korfbalbond (KNKV).